# Апеннинский полуостров
Апенни́нский полуо́стров (итал. Penisola appenninica; также Penisola italiana — «Итальянский полуостров») — один из крупнейших полуостровов Европы, расположенный на юге данной части света и омываемый водами Средиземного моря.
На полуострове расположены бо́льшая часть континентальной Италии, а также республика Сан-Марино, теократическое государство Ватикан и иногда рассматриваемый как карликовое государство Мальтийский орден. Своё название полуостров получил от Апеннинских гор, протянувшихся вдоль его большей части. Площадь Апеннинского полуострова — 149 тыс. км². Длина — около 1100 км, ширина — от 130 до 300 км. На севере полуостров ограничен Паданской низменностью, на западе омывается Тирренским морем, на востоке — Адриатическим морем, на юге — Ионическим морем.
Полуостров имеет характерную форму сапога с каблуком, благодаря чему является одним из самых узнаваемых географических объектов. Особенностью Апеннинского полуострова является высокая сейсмичность, современное горообразование, древняя и современная вулканическая активность (Альбанские горы, Амиата, Вульсини, Вультуре, Везувий, Флегрейские поля). Сильные землетрясения — явление нередкое для Апеннинского полуострова. Эти процессы обусловлены глобальным тектоническим процессом движения литосферных плит, когда Африканская плита сталкивается и поддвигается под Евразийскую плиту, на которой находится Европа.

## Государства полуострова
В основном, на Апеннинском полуострове расположено государство Италия, однако здесь же находятся микрогосударства, такие как Ватикан и Сан-Марино.

## Рельеф

### Горы
С севера на юг полуострова протянулись Апеннинские горы (отсюда и название полуострова), высшая точка которых — гора Корно-Гранде (2914 м). В этой горной системе расположено несколько потухших и действующих вулканов, например, Амиата (1734 м) и Везувий (1277 м). Имеются лавовые плато. В юго-восточной части — закарстованные известняковые плато Монте-Гаргано и Ле-Мурдже. В южной части полуострова располагаются Калабрийские Апеннины (высота до 1956 м).

### Равнины
К югу от Альп лежит Паданская равнина, по которой протекает река По. Поверхность долины понижается на восток к Адриатическому морю. Высота высоких равнин у подножий Альп и Апеннин составляет 200—500 м, вдоль реки По лежат глинистые заболоченные низкие равнины высотой 50-100 м.

### Реки
| №  | Река         | Итальянское название | Общая длина, км |
| -- | ------------ | -------------------- | --------------- |
| 1  | По           | Po                   | 676             |
| 2  | Адидже       | Adige                | 410             |
| 3  | Тибр         | Tevere               | 404             |
| 4  | Адда         | Adda                 | 313             |
| 5  | Тичино       | Ticino               | 248             |
| 6  | Танаро       | Tanaro               | 242             |
| 7  | Арно         | Arno                 | 241             |
| 8  | Пьяве        | Piave                | 220             |
| 9  | Рено         | Reno                 | 211             |
| 10 | Ольо         | Oglio                | 191             |
| 11 | Вольтурно    | Volturno             | 177             |
| 12 | Тальяменто   | Tagliamento          | 172             |
| 13 | Панаро       | Panaro               | 165             |
| 14 | Дора-Бальтеа | Dora Baltea          | 162             |
| 15 | Брента       | Brenta               | 160             |